# Эвкалипт косой
Эвкали́пт косо́й (лат. Eucalyptus obliqua) — вечнозеленое дерево, вид рода Эвкалипт (Eucalyptus) семейства Миртовые (Myrtaceae).
Данный вид является первым открытым и опубликованным видом эвкалита. Представитель вида был собран в 1777 году во время третьей экспедиции Кука, ботаник Дэвид Нельсон нашёл этот образец на острове Бруни, расположенного возле Тасмании. Данный образец был доставлен Британский музей в Лондоне, где его изучил французский ботаник Шарль Луи Леритье де Брютелем и использовал в качестве типового вида рода Эвкалипт, опубликовав свою работу в 1788 году. Родовое название ευκάλυπτος он произвёл от двух греческих слов εΰ — красивый, хорошо и χαλυπτός — покрытый, указав на крышечку бутона. Видовое название было им дано из-за косого основания листьев лат. obliqua — косой.

## Распространение и экология
В природе ареал охватывает юго-восток и юг Австралии и Тасманию. В горы поднимается до 900—1200 м на уровнем моря.
Испытаниями установлено, что одно- и двулетние растения при кратковременных морозах в 7 °C сильно страдают, стебли отмерзают до половины высоты. С возрастом морозостойкость повышается. В зимы с кратковременным минимумом в −9,5… −9 °C у 5—10-летних деревьев повреждаются лишь листья и конечные побеги; при продолжительных морозах в 8—10 °C растения отмерзают до корневой шейки.
Быстро растёт на глубоких красноземных и наносных почвах. В условиях сухих глинистых склонов и на бедных каменистых почвах растёт

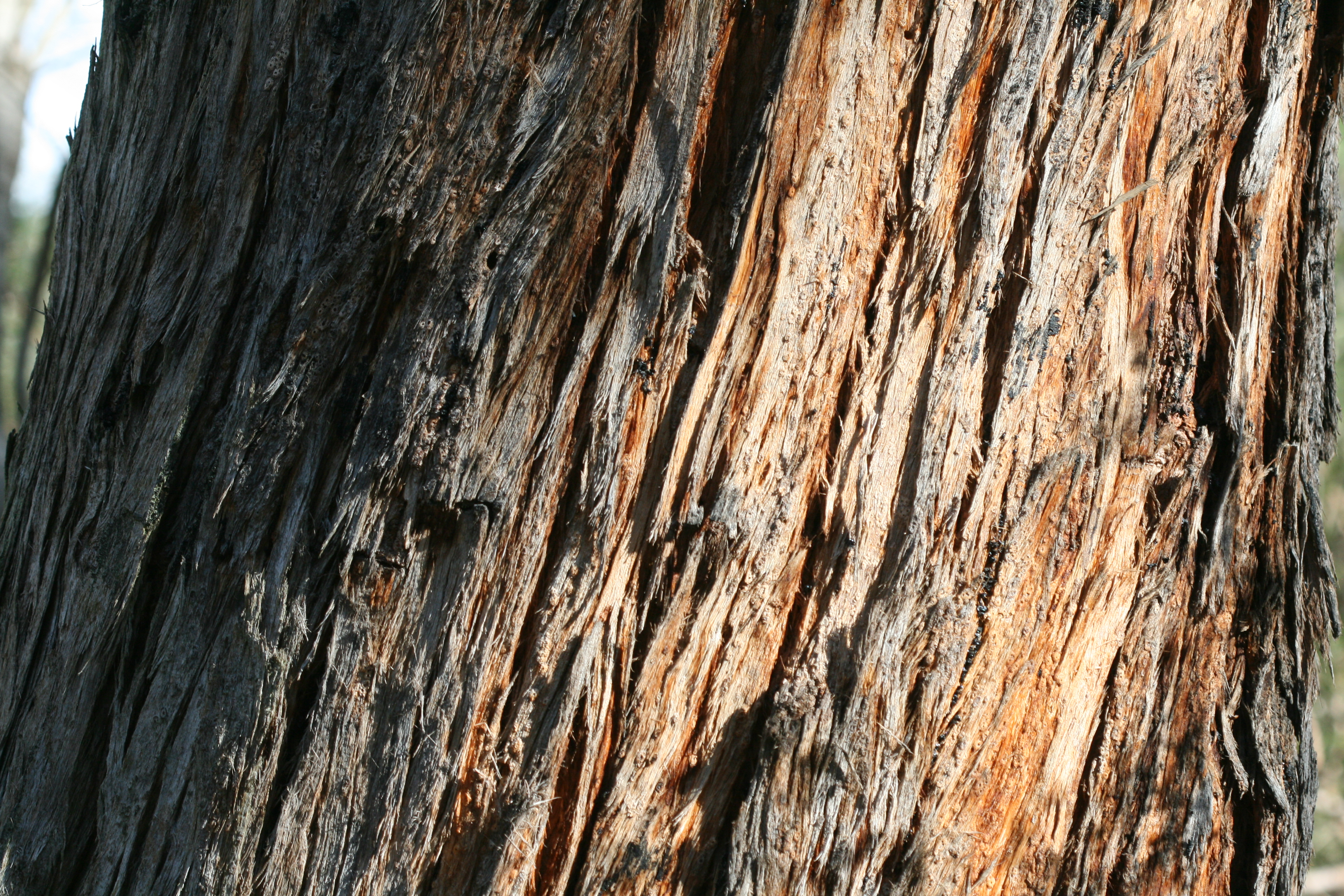
Кора в нижней части ствола.

медленнее.

## Ботаническое описание
Дерево высотой до 60 м.
Кора волокнистая, глубоко бороздчатая, остается на всем стволе и маленьких ветках, иногда гладкая и опадающая с веток.
Молодые листья супротивные, в числе 3—4 пар, ланцетные и эллиптическо-ланцетные, длиной 6—8 см, шириной 3—4 см, слабо зубчатые. Промежуточные листья очерёдные, черешковые, от овальных, до ланцетных, длиной до 20 см, шириной 14 см, остроконечные, у основания косые, гладкие, иногда волнистые, светло- или желтовато-зелёные, блестящие. Взрослые — очерёдные, черешковые, ланцетные, у основания косые, длиной 10—16 см, шириной 2—3 см, толстые, блестящие.
Зонтики пазушные, 7—16-цветковые; ножка зонтика почти цилиндрическая, длиной 1,3 см; бутоны на ножках, булавовидные, длиной 7 мм, диаметром 5 мм; крышечка полушаровидная, слабо остроконечная, короче трубки цветоложа; пыльники сросшиеся, почковидные, открываются расходящимися щелями; железка верхушечная.
Плоды на ножках, грушевидные, усеченные, длиной 9 мм, диаметром 9 мм, или несколько крупнее; диск тонкий, скошенный; створки глубоко вдавленные.
На родине цветёт в январе — феврале; на Черноморском побережье Кавказа — в июле — августе.

## Значение и применение
Древесина бледно-коричневая, лёгкая, довольно твёрдая, упругая и прочная, легко обрабатывается, но плохо полируется. Используется на сооружение строительных каркасов, настилку полов, для внутренней отделки домов, в производстве мебели и экипажей, на столбы, шпалы, в бумажном производстве.
Листья содержат эфирное (эвкалиптовое) масло (0.7 %), состоящее из фелландрена, цинеола и аромадендроля.

## Классификация

### Представители
В рамках вида выделяют несколько разновидностей:
- Eucalyptus obliqua var. alpina Maiden
- Eucalyptus obliqua var. degressa Blakely
- Eucalyptus obliqua var. megacarpa Blakely
- Eucalyptus obliqua var. obliqua

### Таксономия
Вид Эвкалипт косой входит в род Эвкалипт (Eucalyptus) подсемейства Миртовые (Myrtoideae) семейства Миртовые (Myrtaceae) порядка Миртоцветные (Myrtales).
|  |                                      |  |                                                             |                                                             |                    |  | ещё 13 семейств (согласно Системе APG II) | ещё 13 семейств (согласно Системе APG II)    |                                              |  |  |  | ещё 130 родов       | ещё 130 родов      |  |  |
|  |                                      |  |                                                             |                                                             |                    |  | ещё 13 семейств (согласно Системе APG II) | ещё 13 семейств (согласно Системе APG II)    |                                              |  |  |  | ещё 130 родов       | ещё 130 родов      |  |  |
|  |                                      |  |                                                             | порядок Миртоцветные                                        |                    |  |                                           |                                              | подсемейство Миртовые                        |  |  |  |                     | вид Эвкалипт косой |  |  |
|  |                                      |  |                                                             | порядок Миртоцветные                                        |                    |  |                                           |                                              | подсемейство Миртовые                        |  |  |  |                     | вид Эвкалипт косой |  |  |
|  | отдел Цветковые, или Покрытосеменные |  |                                                             |                                                             | семейство Миртовые |  |                                           |                                              | род Эвкалипт                                 |  |  |  |                     |                    |  |  |
|  | отдел Цветковые, или Покрытосеменные |  |                                                             |                                                             |                    |  |                                           |                                              |                                              |  |  |  |                     |                    |  |  |
|  |                                      |  | ещё 44 порядка цветковых растений (согласно Системе APG II) | ещё 44 порядка цветковых растений (согласно Системе APG II) |                    |  |                                           | ещё 1 подсемейство (согласно Системе APG II) | ещё 1 подсемейство (согласно Системе APG II) |  |  |  | ещё более 700 видов |                    |  |  |
|  |                                      |  |                                                             | ещё 44 порядка цветковых растений (согласно Системе APG II) |                    |  |                                           |                                              | ещё 1 подсемейство (согласно Системе APG II) |  |  |  |                     |                    |  |  |